# Sidney Herbert (1er baronnet)
Pour les articles homonymes, voir Sidney Herbert et Herbert.
Sidney Herbert, 1er baronnet (29 juillet 1890-22 mars 1939) est un homme politique britannique du Parti conservateur. Il est député de 1922 à 1931 et de 1932 à 1939.

## Jeunesse
Herbert est né à Newport, Rhode Island, le 29 juillet 1890. Il est le fils aîné de Michael Henry Herbert (1857-1903), ambassadeur britannique aux États-Unis de 1902 à 1903 sous la présidence de Theodore Roosevelt et de Leila Belle Wilson (1864–1923), héritière de New York. Son frère cadet est le lieutenant Michael George Herbert, un banquier de Morgan, Grenfell &amp; Co. décédé célibataire,.
Ses grands-parents paternels sont l'homme d'État britannique Sidney Herbert (1er baron Herbert de Lea), et Elizabeth Herbert, baronne Herbert de Lea, un philanthrope et écrivain catholique romain. Son arrière-grand-père est George Herbert (11e comte de Pembroke).
Ses grands-parents maternels sont Richard Thornton Wilson (en), un banquier et courtier en coton de New York et Newport. Sa mère est l'un des enfants Wilson qui sont connus pour leurs mariages avantageux, notamment sa tante Mary Wilson Goelet (en), qui épouse le propriétaire foncier de New York Ogden Goelet (en) (ils sont les parents de Mary, duchesse de Roxburghe); et Grace, qui épouse Cornelius Vanderbilt III; Marshall Orme Wilson (en), qui épouse une fille de Caroline Schermerhorn Astor, «la» Mme. Astor .
Dans sa jeunesse, il a besoin d'utiliser des béquilles. Herbert fait ses études au Collège d'Eton, à Windsor, avant de fréquenter le Balliol College d'Oxford.

## Carrière
Au déclenchement de la Première Guerre mondiale, il rejoint le Royal Wiltshire Yeomanry, obtenant finalement le grade de major, et est capitaine des Royal Horse Guards, et est mentionné dans des dépêches alors qu'il sert en Belgique et en France.
De 1919 à 1920, il est secrétaire parlementaire privé de Winston Churchill lorsqu'il est secrétaire d'État à la guerre, puis secrétaire parlementaire privé d'Edward Wood, président du Conseil de l'éducation en 1922 et 1923.
À partir d'août 1923 jusqu'en janvier 1924, et de nouveau de novembre 1924 à juin 1929, il est secrétaire privé du secrétaire d'État et futur premier ministre Stanley Baldwin.
Herbert est élu pour la première fois au Parlement lors des élections générales de 1922 dans la circonscription de Scarborough et Whitby dans le Yorkshire du Nord. Le 20 avril 1931, Herbert prend les Chiltern Hundreds, démissionnant ainsi des Communes.
L'année suivante, le 12 juillet 1932, Herbert est réélu sans opposition lors d'une élection partielle dans la circonscription centrale de Londres de l'Abbaye de Westminster, l'une des circonscriptions londoniennes de «bas de soie».
En récompense de «services politiques et publics», il est créé baronnet dans les honneurs d'anniversaire du roi en 1936.

## Vie privée
Herbert est mort célibataire à Cannes, en France le 22 mars 1939, et le titre de baronnet s'éteint. Il est enterré au St Mary and St Nicholas Churchyard à Wilton, Wiltshire. Son patrimoine net, évalué à 2 839 364 $, est laissé à ses deux principaux héritiers, ses cousins George Sidney Herbert et Sidney Charles Herbert.